# 流音
流音指所有不屬於半元音的近音，因為在語音上不能與某一特定元音對應。流音包括了邊流音（例如：/l/）和非邊音流音（例如：/r/，亦作「R系子音」）兩類。
阻礙邊音，一種主要在北美洲的原住民語言裡出現的各種語音，例如：清齒齦邊擦音（[ɬ]）、濁齒齦邊擦音（[ɮ]）以及[tɬ]、[tɬʼ]、[dɮ]等擦音，有些時候亦會被當作是流音的一種，但響亮級別沒有它們那麼高。此外，阻礙邊音在運用上亦不能像響邊音一樣。

## 语音特性
流音在一种语言的语音组合法中往往遵循相同的规则：例如它们是最常出现在复辅音中的音。

### 音位变换
流音是最容易发生音位变换的音：
- 拉丁语crocodīlus > 西班牙语cocodrilo“鳄鱼”
- 拉丁语mīrāculum > 西班牙语milagro“奇迹”
- 拉丁语perīculum > 西班牙语peligro“危险”
- 拉丁语parabola > 西班牙语palabra“话语”

### 异化
特定环境下，流音也容易发生异化。

#### r..r > l..r
- 拉丁语peregrinus>古法语pelegrin(> “朝圣者”)

#### l..l > r..l
- 意大利语colonello>中古法语coronnel

### 韵核槽
流音也是最容易占据韵核、自成音节的音。因此捷克语和其它斯拉夫语族语言允许流音/l/和/r/充当音节的元音–如经典的绕口令“将（你的）手指推过（你的）喉咙”。

## 語言分佈
在英語中，/l/和/ɹ/都是常見的流音；在其他歐洲語言裡，字母「r」通常都用來表示齒齦顫音，而這個發音亦是IPA裡「r」這個字母所代表的發音。在法語、德語及丹麥語，字母「r」一般用來表示在喉嚨後方的濁小舌擦音([ʁ])，有時亦會被小舌近音所替代。由於兩者在IPA使用的符號一樣，有時語言學家會在符號下加上符號作識別：[ʁ̝]用來表示濁小舌擦音，而[ʁ̞]則用來表示小舌近音。
有些歐洲語言，例如意大利語和塞尔维亚-克罗地亚语，會有多於兩個流音。一般來說，這些語言的流音組都由/l/ /ʎ/ /r/這三個音組成；俄語比較特別，由/lʲ/ /ɫ/ /r/組成（可能亦包括/rʲ/）。 
在世界其他地方，除了北美洲及澳大利亞以外，上述的兩種流音都是這些地區的語言裡最普遍的流音。在北美洲，當地原住民的語言大多數都沒有R系子音，但卻有豐富的邊流音──儘管當中可能有不少其實是阻礙邊音。而大多數澳洲原住民語言都有很豐富的流音，最多的甚至有七種不同的流音，這些流音通常包括齒音、齒齦音、捲舌音和硬顎音等的邊音等，同時還有著三個R系子音。在某種意義上來說，這些語言之所以有著豐富的流音，是對於它們本身對擦音的缺乏與母音數少的一種補償。
一些非洲語言也有著兩個R系子音的對立，該兩個R系子音一般為一個顫音與一個閃音/彈音。
在另一方面，許多亚马孙盆地和北美洲東部的原住民語言，以及部份亞洲和非洲的語言缺乏任何的流音。
波利尼西亚语族一般只有1个流音，边音和R音都有。非波利尼西亚大洋洲语言常常/l/和/r/都有，有的还有更多(如阿拉基语有/l/、/ɾ/，/r/)，有的则更少(如Mwotlap语只有/l/)。希乌语有预成阻软腭边近音/ᶢʟ/，是它唯一的流音。:393–434

### 阿爾泰語系及日韓語之流音
蒙古語等阿爾泰語系語言及日语、朝鲜语等東亞語言，流音則不會出現在固有詞彙的開首，即頭音法則。